# Sophie Edington
Sophie Edington (ur. 12 grudnia 1984 w Loxton) – australijska pływaczka specjalizująca się w stylu grzbietowym, czterokrotna mistrzyni świata w sztafecie na krótkim i długim basenie, rekordzistka świata, olimpijka.

## Sukcesy

### Mistrzostwa świata
- 2005 Montreal –  (sztafeta 4 × 100 m dowolnym)
- 2005 Montreal –  (sztafeta 4 × 100 m zmiennym)

### Mistrzostwa świata (basen 25 m)
- 2004 Indianapolis –  (sztafeta 4 × 100 m zmiennym)
- 2004 Indianapolis –  (sztafeta 4 × 100 m dowolnym)
- 2004 Indianapolis –  (50 m grzbietowym)
- 2004 Indianapolis –  (100 m grzbietowym)
- 2006 Szanghaj –  (sztafeta 4 × 100 zmiennym)
- 2006 Szanghaj –  (sztafeta 4 × 100 dowolnym)

## Rekordy świata
| Data          | Miejsce | Konkurencja             | Rezultat | Status                     |
| ------------- | ------- | ----------------------- | -------- | -------------------------- |
| 23 marca 2008 | Sydney  | 50 m stylem grzbietowym | 27,67 s  | do 30 lipca 2009 Zhao Jing |